# ستارك تايلور
ستارك تايلور (بالإنجليزية: Starke Taylor)‏ هو سياسي أمريكي، ولد في 2 يوليو 1922 في باريس في الولايات المتحدة، وتوفي في 27 أكتوبر 2014 في دالاس في الولايات المتحدة. حزبياً، نشط في الحزب الجمهوري.